# Gamzat-bek
Gamzat-bek (Arabisch: حمزة بك = Ḥamzah Bek, Avaars: ХIамзат Бек, Tsjetsjeens: Хьамзат Бек, Russisch: Гамзат-бек; Dagestan, 1789 - Choenzach, 1 oktober (19 september) 1834) was de tweede imam het Kaukasisch Imamaat. Hij volgde Ghazi Mollah op in 1832 en heerste tot zijn dood in 1834. 
Gamzat-bek was de zoon van een Avaarse heerser (ook wel bei of Bek genoemd). Hij werd opgeleid door moslimgeestelijken en was een aanhanger van het Soefisme. 
In augustus 1834 viel Gamzat-bek Avaarse heersers aan die de Russische regering steunden en negatief stonden tegenover het Soefisme. Hij wist de Avaarse hoofdstad Choenzach te veroveren en doodde de vrouwelijke heerser Pachoebike en haar zonen. De hierop volgende 18 maanden zou Gamzat-bek actief de Russen bevechten. Volgelingen van de Avaren, waaronder Hazji Moerad, spanden samen tegen Gamzat-bek en doden hem. Lev Tolstoj heeft een verhaal hierop gebaseerd, Hazji Moerat. Gamzat-bek werd opgevolgd door Imam Shamil.